# NGC 6011
NGC 6011 é uma galáxia espiral (Sb) localizada na direcção da constelação de Ursa Minor. Possui uma declinação de +72° 10' 09" e uma ascensão recta de 15 horas, 46 minutos e 32,4 segundos.
A galáxia NGC 6011 foi descoberta em 16 de Março de 1785 por William Herschel.